# Farol da Ponta de São Lourenço
De Farol da Ponta de São Lourenço is een vuurtoren op het eilandje Ilhéu do Farol die de meest oostelijke punt vormt aan de oostzijde van het Portugese eiland Madeira. De dichtstbijzijnde plaats is Caniçal.

## Geschiedenis
De bouw vond plaats tussen 1867 en 1870 op de top van een kleine uitgedoofde vulkaan. Op 30 september 1870 werd hij in werking gesteld, waardoor ze de oudste vuurtoren van Madeira is.
In 1983 werd de vuurtoren geautomatiseerd.

## Opbouw
Het baken bestaat uit een stenen achthoekige toren opgebouwd uit metselwerk met een rode lantaarn, galerij en bijgebouw. De vuurtoren heeft een 400 mm acryllens en de lichthoogte bevindt zich op 103 meter. Oorspronkelijk had de vuurtoren een fresnellens van de 2e orde van 700 mm.
Câmara de Lobos · Ilhéu Chão · Ilhéu de Cima · Ilhéu de Ferro · Ponta da Agulha · Ponta do Pargo · Ponta de São Jorge · Ponta de São Lourenço · Porto Moniz · Ribeira Brava · Selvagem Grande · Selvagem Pequena